# سهره ارغوانی
سهره ارغوانی (نام علمی: Haemorhous purpureus) پرنده‌ای از تیرهٔ سهرگان (Fringillidae) است که در شمال ایالات متحده، جنوب کانادا و سواحل غربی آمریکای شمالی زادآوری می‌کند.